# Халси, Марк
Марк Р. Ха́лси (англ. Mark R. Halsey; род. 8 июля 1961, Уэлин-Гарден-Сити, Хартфордшир) — английский футбольный арбитр. Судил матчи английской Премьер-лиги. В 2013 году завершил карьеру футбольного арбитра. Проживает в Болтоне.

## Карьера
Марк Халси родился в Хартфордшире. На протяжении 12 лет выступал за клубы нижних дивизионов, включая «Кембридж Сити» и «Хертфорд Юнайтед». В декабре 1984 года провёл один матч за клуб «Барнет», после чего перешёл в «Сент-Олбанс Сити». С 1989 года начал судить футбольные матчи.
С середины 1990-х годов Халси обслуживал матчи Футбольной лиги. 30 мая 1999 года он был главным арбитром финала плей-офф Второго дивизиона, в котором на стадионе «Уэмбли» сыграли «Джиллингем» и «Манчестер Сити» (после окончания овертайма со счётом 2:2 «Сити» одержал победу в серии пенальти со счётом 3:1). В том же году он был включён в список судей, обслуживающих матчи английской Премьер-лиги. Его первым матчем в Премьер-лиге стала встреча между «Уимблдоном» и «Ковентри Сити» 14 августа.
В 2000 году Халси был включён в список судей ФИФА.
В 2002 году Халси был назначен четвёртым арбитром на финал Кубка Англии, который обслуживал Майкл Райли.
В 2007 году обслуживал матч Суперкубка Англии, в котором встречались «Манчестер Юнайтед» и «Челси».
В 2008 году Халси был назначен главным арбитром финального матча Кубка Футбольной лиги, в котором сыграли «Тоттенхэм Хотспур» и «Челси».
В августе 2009 года было объявлено, что у Халси обнаружена лимфома гландов, и он перенёс хирургическую операцию по её удалению. После реабилитационного периода он вернулся к судейской работе в марте 2010 года. Перед началом сезона 2010/11 года было подтверждено, что Марк Халси возвращается в качестве арбитра Премьер-лиги.
В сентябре 2012 года Марк Халси обратился в полицию с требованием изучить оскорбительные комментарии в твиттере, которые были отправлены после матча Премьер-лиги между «Ливерпулем» и «Манчестер Юнайтед» 23 сентября, в котором Халси удалил Джонджо Шелви и назначил пенальти в ворота «Ливерпуля».

## Статистика
| Сезон   | Матчи | Всего | за игру | Всего | за игру |
| ------- | ----- | ----- | ------- | ----- | ------- |
| 1997/98 | 42    | 161   | 3,83    | 5     | 0,11    |
| 1998/99 | 46    | 111   | 2,41    | 2     | 0,04    |
| 1999/00 | 38    | 96    | 2,52    | 8     | 0,21    |
| 2000/01 | 33    | 101   | 3,06    | 10    | 0,30    |
| 2001/02 | 37    | 118   | 3,18    | 7     | 0,18    |
| 2002/03 | 34    | 75    | 2,20    | 6     | 0,17    |
| 2003/04 | 41    | 81    | 1,97    | 5     | 0,12    |
| 2004/05 | 32    | 60    | 1,87    | 2     | 0,06    |
| 2005/06 | 38    | 54    | 1,42    | 6     | 0,15    |
| 2006/07 | 42    | 103   | 2,45    | 9     | 0,21    |
| 2007/08 | 41    | 86    | 2,09    | 5     | 0,12    |
| 2008/09 | 44    | 73    | 1,65    | 3     | 0,06    |
| 2009/10 | 6     | 8     | 1,33    | 0     | 0,00    |